# Ligota Górna (powiat kluczborski)
Ligota Górna (niem. Ober Ellguth) – wieś w Polsce położona w województwie opolskim, w powiecie kluczborskim, w gminie Kluczbork.
W latach 1975–1998 miejscowość należała administracyjnie do województwa opolskiego.

## Zabytki

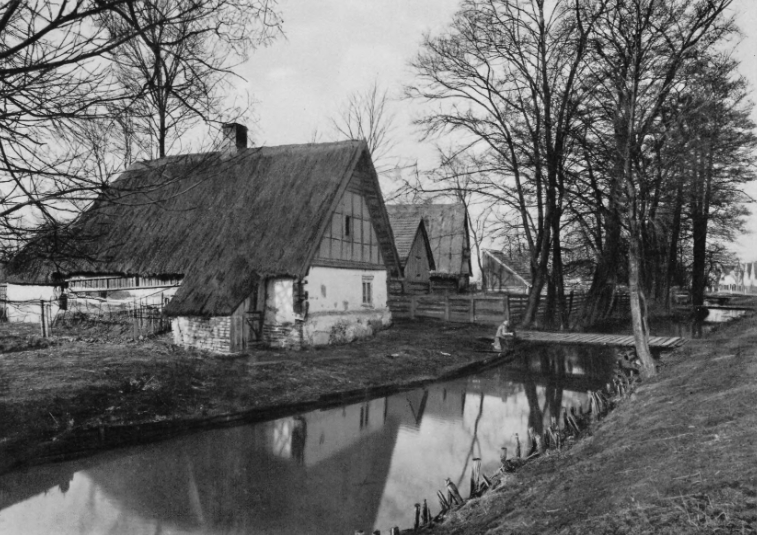
Zabudowania Ligoty Górnej w 1. połowie XX wieku (fot. Max Glauer)

Do wojewódzkiego rejestru zabytków wpisana jest kaplica cmentarna, drewniana, 1787 r.